# تشان سيو يوين
تشان سيو يوين (بالصينية: 陳韶遠) هو لاعب كرة قدم صيني في مركز الدفاع، ولد في 2 نوفمبر 1987 في هونغ كونغ في الصين. شارك مع منتخب هونغ كونغ تحت 23 سنة لكرة القدم ومنتخب هونغ كونغ لكرة القدم. أما مع النوادي، فقد لعب مع نادي سيتيزن.